# Елипса
За стилску фигуру, погледајте Елипса (књижевност)
Елипса (старогрч. ἔλλειψις, недостатак) је у математици крива затворена линија у равни, која се може дефинисати као геометријско место тачака чији је збир растојања једне тачке на елипси од две фиксиране тачке увек једнак (види слику). Ове две тачке се још називају фокусима елипсе, а тачка која се налази тачно између њих је центар елипсе.
Елипса има два пречника (полупречника) који представљају минимално и максимално растојање њених тачака од њеног центра, и називају се осе елипсе.
Осе елипсе су две праве које садрже њене пречнике. Прва, већа, пролази кроз обе фокусне тачке, а друга, мања пролази кроз њен центар, и нормална је на прву. Половина веће полуосе се назива велика полуоса, и у астрономији се користи као један од орбиталних параметара који описује путању неког небеског тела.
Уколико су фокусне тачке елипсе једна те иста тачка, ради се о специјалном случају елипсе, који се назива круг.

## Дефиниције

### Аналитичка дефиниција
Аналитички посматрано, елипса је крива другог реда:
{\displaystyle f(x,y)=\alpha _{11}x^{2}+2\alpha _{12}xy+\alpha _{22}y^{2}+2\alpha _{13}x+2\alpha _{23}y+\alpha _{33}=0\,} (општа једначина криве другог реда)
Која задовољава следеће услове:
1. {\displaystyle \Delta ={\begin{vmatrix}\alpha _{11}&\alpha _{12}&\alpha _{13}\\\alpha _{12}&\alpha _{22}&\alpha _{23}\\\alpha _{13}&\alpha _{23}&\alpha _{33}\end{vmatrix}}\neq 0}
2. {\displaystyle \delta ={\begin{vmatrix}\alpha _{11}&\alpha _{12}\\\alpha _{12}&\alpha _{22}\\\end{vmatrix}}>0}
3. За реалну елипсу: {\displaystyle T\cdot \Delta =(\alpha _{11}+\alpha _{22})\cdot \Delta <0}
За имагинарну елипсу (празан скуп): {\displaystyle T\cdot \Delta >0}

Уколико су осе елипсе паралелне са осама Декартовог координатног система, ова једначина изгледа овако:
{\displaystyle \alpha _{11}x^{2}+\alpha _{22}y^{2}-\alpha _{33}=0\,}
Што се може записати и као
{\displaystyle {\frac {x^{2}}{a^{2}}}+{\frac {y^{2}}{b^{2}}}=1}
У овој једначини су a и b у ствари величине полупречника елипсе.

### Фокус и директриса
Елипса је геометријско место тачака M у равни чији је однос удаљености до једне фиксне тачке F и до једне фиксне праве d константан број e ∈ (0,1). Та фиксна тачка се назива фокус, или жижа елипсе, фиксна права директриса, или водиља, а константан број, количник назива се (нумерички) ексцентрицитет.
Доказ. На датој слици, ставимо да је |AA'| = 2a, па је |A'O| = |OA| = a, а због |A'F| = |A'O| + |OF| и |A'G| = |A'O| + |OG| добијамо |A'O| + |OF| = e(|A'O| + |OG|), тј. a + |OF| = e(|OG| + a). На сличан начин слиједи и једнакост a – |OF| = e(|OG| – a). Из добијене две једнакости имамо: |OF| = ae, |OG| = a/e. Према томе, у овако изабраном координатном систему, жижа је тачка F(ae, 0), а директриса је права d: x = a/e. Тиме је доказ завршен.
Због симетрије, постоје још једна жижа F ′(-ae, 0) и друга директриса d: x = -a/e. Број c = ae, који представља растојање жиже од центра елипсе, назива се линеарни ексцентрицитет, док је дужи назив за број e = c/a нумерички ексцентрицитет.

### Збир полупречника
Збир растојања ма које тачке елипсе од њених жижа, фокуса F и F ′ је константан и износи 2а.
Доказ. Ако је M(x,y) произвољна тачка елипсе, N подножје нормале из те тачке на директрису d, а N′ подножје нормале на директрису d′, онда је 
{\displaystyle {\overline {FM}}=e\cdot {\overline {MN}},\ {\overline {F^{\prime }M}}=e\cdot {\overline {MN^{\prime }}},}
гдје је број e ∈ (0,1) ексцентрицитет елипсе. Отуда је 
{\displaystyle {\overline {FM}}+{\overline {F^{\prime }M}}=e\cdot ({\overline {MN}}+{\overline {MN^{\prime }}})}.
Са друге стране, збир у загради десно је растојање између директриса, које износи e⋅2⋅(a/e), зато је 
{\displaystyle {\overline {FM}}+{\overline {F^{\prime }M}}=e\cdot {\frac {a}{e}}=2a,}
што је и требало доказати.

## Површина
Површина елипсе је:
{\displaystyle P=ab\pi }
где су a и b полупречници елипсе, а пи = 3,14159... математичка константа.
До формуле за површину се дошло израчунавањем помоћу интеграла.
Доказ. Четвртина површине елипсе у канонском облику је у првом квадранту. Према томе површина читаве елипсе је 
{\displaystyle P=4\int _{0}^{a}ydx=4\int _{0}^{a}b\cdot {\sqrt {1-{\frac {x^{2}}{a^{2}}}}}dx=[x=a\sin t,\ dx=a\cos tdt]}
{\displaystyle =4\int _{0}^{\frac {\pi }{2}}b\cdot {\sqrt {\cos ^{2}t}}\cdot \cos tdt=4ab\int _{0}^{\frac {\pi }{2}}\cos ^{2}tdt}
{\displaystyle =4ab\int _{0}^{\frac {\pi }{2}}{\frac {1+\cos 2t}{2}}dt=4ab\int _{0}^{\frac {\pi }{2}}{\frac {dt}{2}}+ab\int _{0}^{\frac {\pi }{2}}\cos 2td2t}
{\displaystyle =4ab\cdot {\frac {\pi }{2}}{\Bigg |}^{\frac {\pi }{2}}+ab\sin 2t{\Bigg |}_{0}^{\frac {\pi }{2}}=ab\pi .}
Тиме је доказ завршен.

## Ексцентрицитет
Ексцентрицитет је константа карактеристична за сваку елипсу. Представља минимално растојање фокусне тачке елипсе од елипсе, дуж осе. Израчунава се као:
{\displaystyle e={\sqrt {1-{\frac {b^{2}}{a^{2}}}}}}
где су a и b дужине полупречника елипсе. Уколико се са c означи растојање између фокусних тачака елипсе, e ће бити:
{\displaystyle e={\frac {c}{a}}}

## Обим
Обим елипсе се може представити на разне начине:
Бесконачни редови:
{\displaystyle O=2\pi a\left[{1-\left({1 \over 2}\right)^{2}e^{2}-\left({1\cdot 3 \over 2\cdot 4}\right)^{2}{e^{4} \over 3}-\left({1\cdot 3\cdot 5 \over 2\cdot 4\cdot 6}\right)^{2}{e^{6} \over 5}-\dots }\right]\!\,}
Што је исто што и:
{\displaystyle O=2\pi a\sum _{n=0}^{\infty }{\left\lbrace -\left[\prod _{m=1}^{n}\left({2m-1 \over 2m}\right)\right]^{2}{e^{2n} \over 2n-1}\right\rbrace }}
Добру апроксимацију ове вредности је направио Рамануџан:
{\displaystyle O\approx \pi \left[3(a+b)-{\sqrt {(3a+b)(a+3b)}}\right]\!\,}
Која се такође може записати као:
{\displaystyle O\approx \pi a\left[3(1+{\sqrt {1-e^{2}}})-{\sqrt {(3+{\sqrt {1-e^{2}}})(1+3{\sqrt {1-e^{2}}})}}\right]\!\,}
У специјалном случају, када је мања оса дупло мања од веће осе, важи:
{\displaystyle O\approx \pi a(9-{\sqrt {35}})/2\!\,}

## Елипсоид
У тродимензионалним координатном систему облик елипсе се зове елипсоид. У геометрији елипсоид је тело које је у односу на лопту благо спљоштено.

## Апликације

### Физика

#### Оптика
- У материјалу који је оптички анизотропан (дволоман), индекс преламања зависи од смера светлости. Зависност се може описати индексом елипсоида. (Ако је материјал оптички изотропан, овај елипсоид је сфера.)
- У полупроводничким ласерима који се пумпају помоћу лампе, рефлектори у облику елиптичног цилиндра су коришћени за усмеравање светлости од пумпне лампе (коаксијалне са једном елипсастом жижном осом) на штап активног медија (коаксијално са другом фокусном осом).[2]
- У EUV изворима светлости произведеним ласерском плазмом који се користе у литографији микрочипова, EUV светлост се генерише плазмом постављеном у примарном фокусу елипсоидног огледала и сакупља се у секундарном фокусу на улазу машине за литографију.[3]

### Статистика и финансије
У статистици, биваријантни рандомни вектор {\displaystyle (X,Y)} је заједнички елиптички распоређен ако су његове контуре изо-густине — локуси једнаких вредности функције густине — елипсе. Концепт се проширује на произвољан број елемената случајног вектора, у ком случају су генерално контуре изогустине елипсоиди. Посебан случај је мултиваријантна нормална расподела. Елиптичне дистрибуције су важне у финансијама јер ако су стопе приноса на средства заједнички елиптично распоређене, онда се сви портфолији могу у потпуности окарактерисати њиховом средњом вредношћу и варијансом – то јест, било која два портфолија са идентичном средњом вредношћу и варијансом приноса портфолија имају идентичне дистрибуције повраћаја портфолија.

### Компјутерска графика
Цртање елипсе као графичког примитива је уобичајено у стандардним дисплејним библиотекама, као што су мекинтошов QuickDraw API и Direct2D на Виндоусу. Џек Бресенам из ИБМ-а је најпознатији по проналаску примитива за 2Д цртање, укључујући цртање линија и кругова, користећи само брзе целобројне операције као што су сабирање и гранање на носећем биту. М. Л. В. Питевај је 1967. проширио Бресенамов алгоритам за линије на конусе. Још једну ефикасну генерализацију за цртање елипса изумео је 1984. Џери Ван Ејкен.
Године 1970, Дани Кохен је на конференцији „Компјутерска графика 1970” у Енглеској представио линеарни алгоритам за цртање елипси и кругова. Л. Б. Смит је објавио сличне алгоритме за све конусне пресеке  1971. године, и доказао да имају добра својства. Овим алгоритмима је потребно само неколико множења и сабирања да би израчунали сваки вектор.